# Panama Papers
Documentele din Panama (în engleză : Panama Papers), este denumirea unei anchete jurnalistice internaționale având la bază o scurgere masivă de informații confidențiale de la un birou de avocatură panameză, care a avut loc în august 2015. Aproximativ 11,5 milioane de documente (e-mailuri, scrisori, telefaxuri, certificate de întemeiere de firme, contracte de credit, facturi, extrase de cont, fotografii), în total aproximativ 2,6 TB de date, au fost transmise de către un informator anonim (whistleblower) ziarului german Süddeutsche Zeitung, care le-a pus la dispoziție orgnizației internaționale de jurnalism și de investigație  ICIJ (fondat de către Center for Public Integrity, CPI).
Denumirea Panama Papers este o referire la expresia populară "Pentagon Papers" din războiul din Vietnam, numele dat fișierului secret de 7.000 de pagini dezvăluit publicului în 1971 de New York Times și alte cincisprezece ziare americane[3]. 
La 3 aprilie 2016, numeroase publicații media (109 ziare, posturi TV și medii online) au publicat, simultan în 76 de țări, primele lor concluzii (dar nu și documentele), dezvăluind metodele cum unii dintre cei mai bogați oameni din lume își ascund averile în paradisuri fiscale. Potrivit jurnaliștilor de la en:Center for Public Integrity (CPI), o organizație internațională nonprofit de jurnalism investigativ, documentele aparțin firmei de avocați Mossack Fonseca din Panama, care a ajutat diverși clienți în ocultarea de averi, spălarea de bani și evitarea și reducerea impozitelor de plătit. Documentele arată, printre altele, legături către 72 de actuali sau foști șefi de state, inclusiv dictatori acuzați de jafuri în propriile țări.. Printre altele, documentele arată un grup condus de o bancă din Rusia, responsabilă de spălarea a peste un miliard de dolari, în care sunt implicați asociați apropiați lui Vladimir Putin. Operațiunea condusă de Banca Rusiei, intră sub incidența sancțiunilor impuse în contextul anexării Crimeei de către Rusia.

## Persoane citate în anchetă

### Șefi de stat și de guvern

#### Actuali
- Sigmundur Davíð Gunnlaugsson⁠(d), fost prim-ministru al Islandei; a demisionat la 6 aprilie 2016 în legătură cu aceste dezvăluiri
- Khalifa bin Zayed Al Nahyan, președintele Emiratelor Arabe Unite
- Petro Poroșenko, președintele Ucrainei
- Vladimir Putin, președintele Rusiei
- Salman bin Abdulaziz al Saud, regele Arabiei Saudite

#### Foști
- Mauricio Macri, președintele Argentinei

- Ahmed al-Mirghani, Președintele Sudanului
- Ali Abu al-Ragheb, Prim-ministrul Iordaniei
- Ayad Allawi, Prim-ministrul interimar al Irakului
- Bidzina Ivanișvili, Prim-ministrul Georgiei
- Hamad bin Jassim bin Jaber Al Thani, Prim-ministrul Qatarului
- Hamad bin Khalifa Al Thani, Emirul Qatarului
- Pavlo Lazarenko, Prim-ministrul Ucrainei

### FIFA
- Jérôme Valcke, fost Secretar General al FIFA
- Lionel Messi, fotbalist la FC Barcelona și naționala Argentinei
- Michel Platini, fost Președinte al UEFA

### Români
- Cristi Borcea,[5] fost acționar și președinte executiv al clubului Dinamo București
- Frank Timiș,[5] om de afaceri
- Sorin Ovidiu Vântu,[5] proprietar al trustului media Realitatea-Cațavencu

### Alte persoane notabile
- Aishwarya Rai,[6] actriță și model indian
- Amitabh Bachchan,[6] actor indian
- Jackie Chan,[7] artist marțial, actor, regizor de film, producător, cascador și cântăreț originar din Hong Kong